# Viburnum pyramidatum
Viburnum pyramidatum är en desmeknoppsväxtart som beskrevs av Alfred Rehder. Viburnum pyramidatum ingår i släktet olvonsläktet, och familjen desmeknoppsväxter. Inga underarter finns listade i Catalogue of Life.